# Coldstream (Kentucky)
Coldstream es una ciudad ubicada en el condado de Jefferson en el estado estadounidense de Kentucky. En el Censo de 2010 tenía una población de 1100 habitantes y una densidad poblacional de 1.921,78 personas por km².

## Geografía
Coldstream se encuentra ubicada en las coordenadas 38°18′49″N 85°31′32″O / 38.31361, -85.52556. Según la Oficina del Censo de los Estados Unidos, Coldstream tiene una superficie total de 0.57 km², de la cual 0.57 km² corresponden a tierra firme y (0.45%) 0 km² es agua.

## Demografía
Según el censo de 2010, había 1100 personas residiendo en Coldstream. La densidad de población era de 1.921,78 hab./km². De los 1100 habitantes, Coldstream estaba compuesto por el 62.36% blancos, el 29.36% eran afroamericanos, el 0.09% eran amerindios, el 4.45% eran asiáticos, el 0% eran isleños del Pacífico, el 1% eran de otras razas y el 2.73% pertenecían a dos o más razas. Del total de la población el 4% eran hispanos o latinos de cualquier raza.